# Sphaerospora lobosa
Sphaerospora lobosa is een microscopische parasiet uit de familie Sphaerosporidae. Sphaerospora lobosa werd in 1917 beschreven door Davis. 